# Gottlieb Tobias Wilhelm

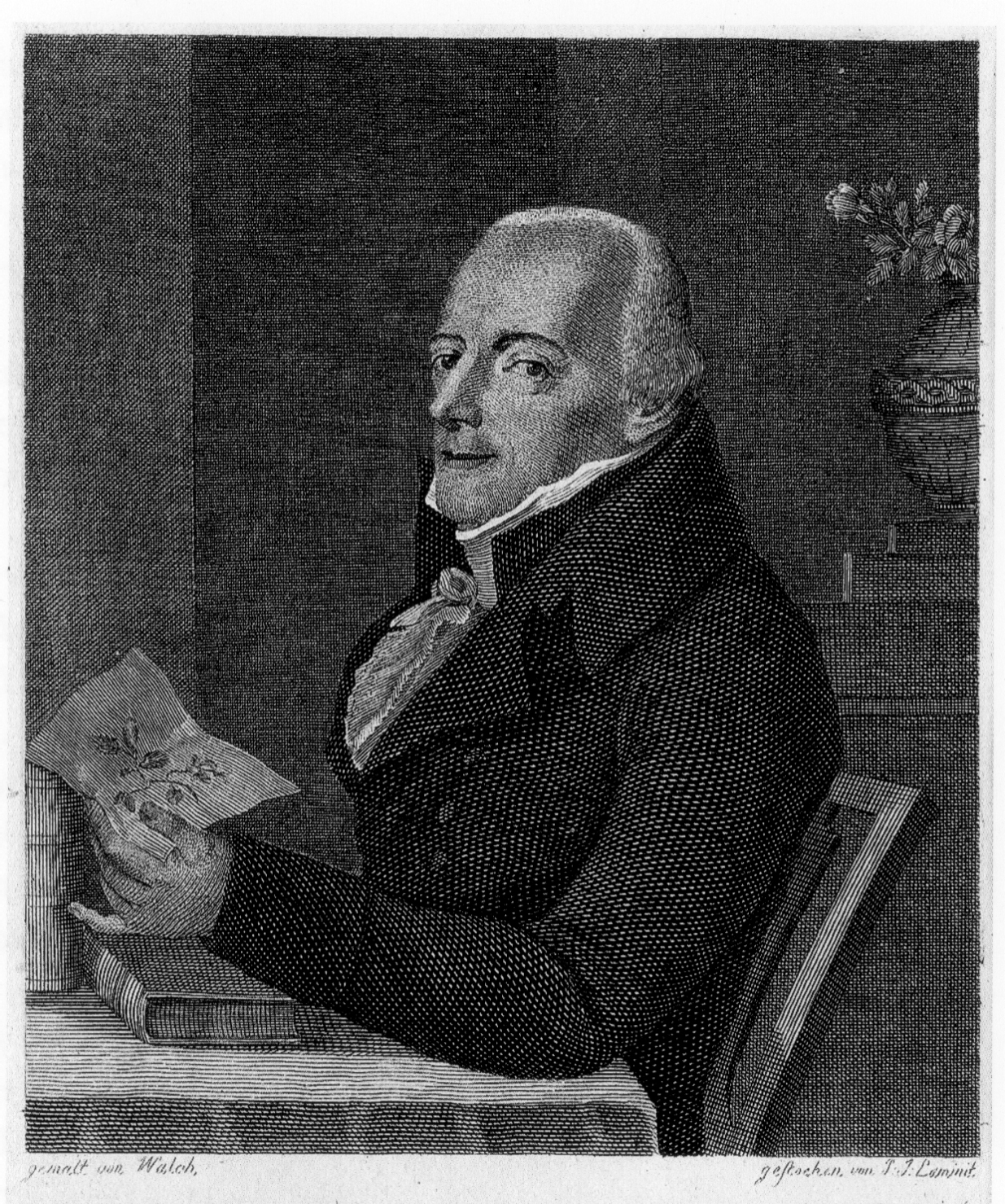
Gottlieb Tobias Wilhelm, Stich von P. J. Laminit, 1810

Titelkupfer aus Der Würmer Zweyter Theil

Tafel XIV aus Der Vögel Erster Theil

Gottlieb Tobias Wilhelm (* 16. Oktober 1758 in Augsburg; † 12. Dezember 1811 ebenda) war ein protestantischer Pfarrer und Schriftsteller mit Schwerpunkt Naturgeschichte.

## Leben
Gottlieb Tobias Wilhelm war der Sohn des Augsburger Kupferstechers und Kunstverlegers Christian Wilhelm, Inhabers der Martin Engelbrechtschen Kunsthandlung – das Vierte von 14 Kindern. Er besuchte von 1767 bis 1777 das Gymnasium bei  St. Anna, studierte von 1777 bis 1781 in Leipzig Theologie, Philosophie und Philologie bei den Professoren Ernst Platner, Samuel Friedrich Nathanael Morus und Johann August Ernesti.
Seit 1781 war er im Dienst der protestantischen Kirche in Augsburg, 1782/83 vertretungsweise auch Lehrer am Gymnasium bei St. Anna. Von 1786 bis 1796 war er Diakon der Barfüßer-Pfarrei, von 1796 bis 1806 Diakon bei St. Jakob und von 1806 bis 1811 Pfarrer der Barfüßer-Pfarrei. 1787 heiratete er Christina Johanna Regina Preu, die Ehe blieb kinderlos. Wilhelm war Mitglied mehrerer naturforschender Vereinigungen: „Gesellschaft Naturforschender Freunde zu Berlin“, „Naturforschende Gesellschaft zu Halle“, „Vaterländische Gesellschaft der Ärzte und Naturforscher Schwabens“ und „Regensburgische Botanische Gesellschaft“.
Gottlieb Tobias Wilhelm war ein beliebter Prediger und Verfasser von Artikeln für Kalender, Almanache und Zeitschriften (überwiegend anonym). Seit 1792 Veröffentlichung der Unterhaltungen aus der Naturgeschichte im väterlichen Verlag in wöchentlichen Lieferungen, mit Illustrationen von namhaften Augsburger Kupferstechern. Gesamtumfang des Werkes: 25 Bände (mit insgesamt 1469 Abbildungen), 19 Bände von Wilhelm selbst. Ab 1808 Nachdruck bei Pichler in Wien. Ab 1798 französische Übersetzung der „Insecten“ bei Haag in Basel (3 Bde.).

## Werk
- Ueber Augsburg. Gegen die unwahre Darstellung dieser Reichsstadt in dem geographisch statistisch topographischen Lexikon von Schwaben. Nebst einem Anhange. Augsburg, 1791. (Mitverfasser: Ludwig Friedrich Kraus).
- Mirabeau’s Gedächtniß. Aus dem Französischen. Augsburg 1791.
- Unterhaltungen aus der Naturgeschichte. Augsburg. Der Säugetiere I. Theil, 1792. – Der Säugetiere II. Theil, 1792. – Amphibien, 1794. – Der Vögel I. Theil, 1795. doi:10.5962/bhl.title.58979 – Der Vögel II. Theil, 1795. doi:10.5962/bhl.title.58979 – Der Insecten I. Theil, 1796. – Der Insecten II. Theil, 1797. – Der Insecten III, 1798. – Theil. Der Fische I. Theil, 1799. doi:10.5962/bhl.title.9411 – Der Fische II. Theil, 1800. doi:10.5962/bhl.title.9411 – Der Würmer I. Theil, 1801. – Der Würmer II. Theil, 1802. doi:10.5962/bhl.title.62821 – Der Mensch I. Theil, 1804. – Der Mensch II. Theil, 1805. – Der Mensch III. Theil, 1806. – Des Pflanzenreichs I. Theil, 1810. – Des Pflanzenreichs II. Theil, 1810. – Des Pflanzenreichs III. Theil, 1811. – Des Pflanzenreichs IV. Theil, 1812.
- Beicht- und Kommunionandachten. Augsburg, 1794. 2. Aufl. 1801
- Predigten über die Sonn- und Festtags-Evangelien des ganzen Jahres. Augsburg 1813.
- Beschreibung, Anwendung und Abbildung der vorzüglichsten, gegenwärtig gebräuchlichen Arzneypflanzen	in zwey Bänden . Engelbrecht, Augsburg Bd. 2 1820 Digitalisierte Ausgabe der Universitäts- und Landesbibliothek Düsseldorf

## Bedeutung
Wilhelms Hauptwerk, die „Unterhaltungen aus der Naturgeschichte“, sind ein typisches Produkt der deutschen Aufklärung. Sie wollen sinnvolle Lektüre anbieten und nützliche Kenntnisse verbreiten, die „ein vernünftigeres Anschauen der Natur und etwas mehr Schonung so mancher unschuldigen Geschöpfe“ bewirken sollen. Die Darstellung der einzelnen Gegenstände geschieht in unterhaltsamer Form und ist geprägt vom Geiste der Naturtheologie.
Den Stoff der „Unterhaltungen“ erarbeitete Wilhelm sich durch intensives Literaturstudium. Er war nicht Naturforscher, sondern Enzyklopädist.
Mit ihren Illustrationen stehen die „Unterhaltungen“ in der Endphase der großen Augsburger Kupferstichtradition, gemeinsam mit den Arbeiten der beiden Augsburger Schmetterlingsforscher Jacob Hübner (1761–1826) und Christian Friedrich Freyer (1794–1885).